# Heath Hembree
Richard Heath Hembree (Spartanburg, 13 gennaio 1989) è un giocatore di baseball statunitense, lanciatore di rilievo per i Pittsburgh Pirates della Major League Baseball (MLB).

## Carriera

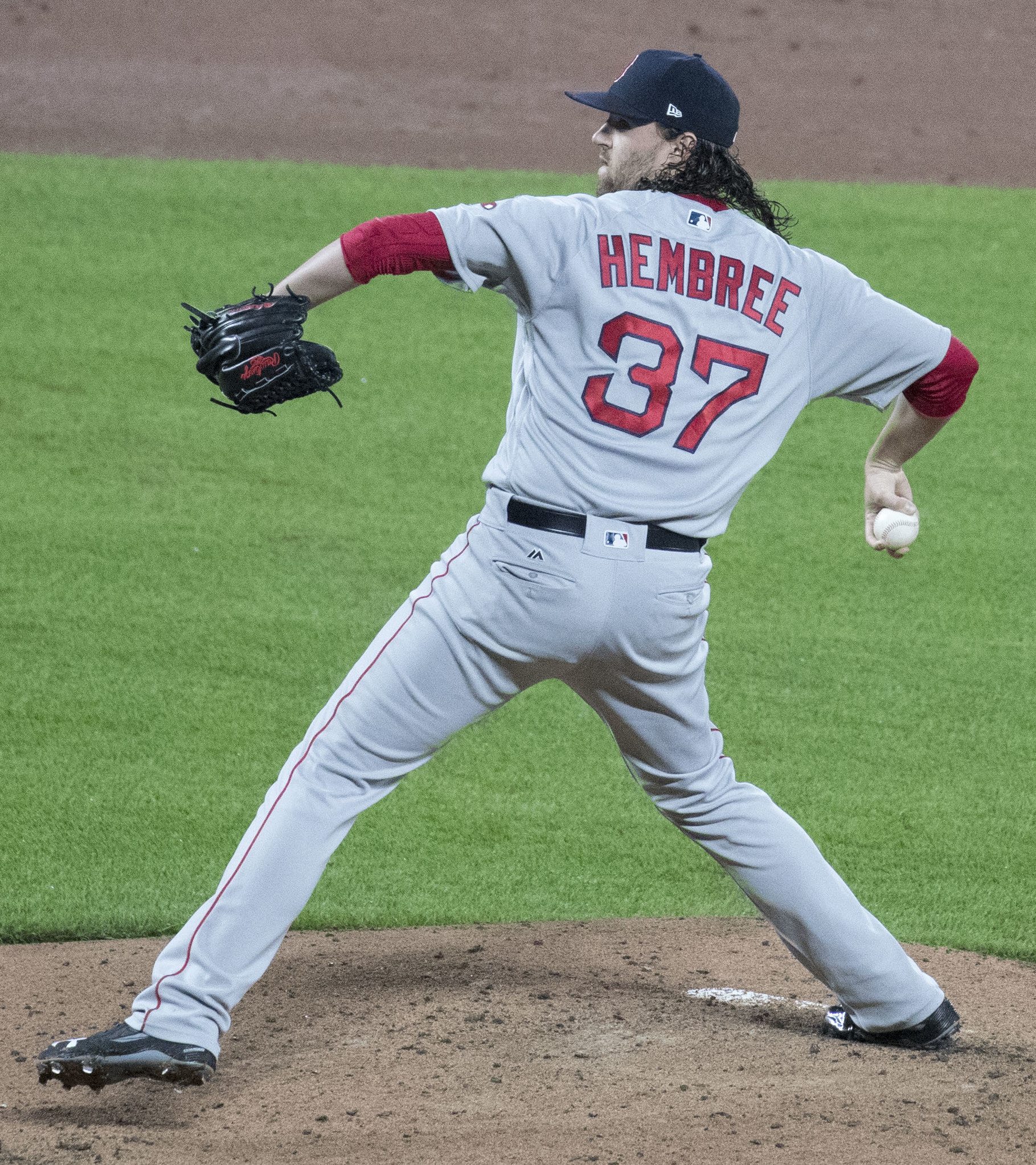
Heath Hembree con la maglia dei Red Sox nel 2017

### Inizi e Minor League
Hembree frequentò la Broome High School nella sua città natale a Spartanburg, Sud Carolina. Ottenuto il diploma si iscrisse prima all'University of South Carolina di Columbia e successivamente al College of Charleston di Charleston. Da lì fu selezionato nel quinto turno del draft 2010 dai San Francisco Giants, che lo assegnarono alla classe Rookie. Iniziò la stagione 2011 nella classe A-avanzata e venne promosso, a giugno inoltrato, nella Doppia-A. Nel 2012 giocò prevalentemente nella Tripla-A, con qualche presenza nella classe A-avanzata. Iniziò la stagione 2013 nella Tripla-A.

### Major League (MLB)
Debuttò nella MLB il 3 settembre 2013, al Petco Park di San Diego, contro i San Diego Padres. Venne schierato nell'ottavo inning e concluse realizzando due strikeout, senza concedere alcuna valida o base su ball.
Il 26 luglio 2014, Hembree fu scambiato da Giants, assieme a Edwin Escobar, con i Boston Red Sox per Jake Peavy.
Il 21 agosto 2020, i Red Sox scambiarono Hembree, assieme a Brandon Workman più una somma in denaro, con i Philadelphia Phillies per Nick Pivetta e il giocatore di minor league Connor Seabold. Divenne free agent il 30 ottobre 2020, dopo la fine della stagione.
Il 5 febbraio 2021, Hembree firmò un contratto di minor league con i Cleveland Indians, ma venne svincolato il 20 marzo, prima dell'inizio della stagione regolare.
Il 22 marzo 2021, Hembree firmò un contratto di minor league con i Cincinnati Reds con un invito allo spring training incluso. Venne designato per la riassegnazione il 17 agosto.
Il 20 agosto 2021, i New York Mets prelevarono Hembree dalla lista trasferimenti dei Reds. Divenne free agent a fine stagione.
Il 15 marzo 2022, Hembree firmò un contratto annuale con i Pittsburgh Pirates.

## Palmarès
- World Series: 1

Boston Red Sox: 2018